# Котик, Георгий Иванович
Георгий Иванович Котик (род. Молдавская ССР) — советский самбист и дзюдоист, чемпион и призёр чемпионатов СССР по самбо, призёр чемпионата Европы по дзюдо.

## Спортивные достижения
- Чемпионат СССР по самбо 1964 года — ;
- Чемпионат СССР по самбо 1967 года — ;
- Чемпионат СССР по самбо 1969 года — ;
- Чемпионат СССР по самбо 1970 года — ;
- Чемпионат СССР по самбо 1974 года — .